# Savu
Savu (indonesiska: Pulau Sabu, Pulau Sawu) är en ö i Indonesien.   Den ligger i provinsen Nusa Tenggara Timur, i den södra delen av landet, 1 700 km öster om huvudstaden Jakarta. Arean är 423 kvadratkilometer.
Terrängen på Savu  är lite kuperad. Öns högsta punkt är 336 meter över havet. Den sträcker sig 23,1 kilometer i nord-sydlig riktning, och 35,5 kilometer i öst-västlig riktning.